# Creston (Ohio)
Creston – wieś w USA, w stanie Ohio, w hrabstwie Medina.
Liczba mieszkańców w 2000 roku wynosiła 2 161.